# Morrinhosuchus
Morrinhosuchus luziae
Genre
Espèce
Morrinhosuchus est un genre éteint de crocodyliformes, un clade qui comprend les crocodiliens modernes et leurs plus proches parents fossiles. Il est rattaché au sous-ordre des Notosuchia (ou notosuchiens en français),.
Une seule espèce est rattachée au genre, Morrinhosuchus luziae, décrite par Fabiano Vidoi Iori et Ismar de Souza Carvalho (d) en 2009.

## Étymologie
Son nom de genre Morrinhosuchus combine le nom de la colline de Morrinho de Santa Luzia dans l'État de São Paulo au Brésil, près de laquelle les fossiles ont été trouvés et le mot du grec ancien Soũkhos, « crocodile » pour donner « crocodile de Morrinho ». Le nom d'espèce luziae rappelle la chapelle de Santa Luzia située sur le sommet de la colline. 

## Découverte et datation
Les restes fossiles de plusieurs spécimens ont été découverts dans le sud du Brésil près des villes de Monte Alto et Cândido Rodrigues,. Ils proviennent de la formation géologique d'Adamantina du Crétacé supérieur dont l'âge plus précis est discuté entre le Turonien et le Maastrichtien. Selon Judd A. Case (d) en 2017, la formation daterait du Maastrichtien (au sommet du Crétacé supérieur), soit il y a environ entre 72,2 et 66,0 millions d'années.

## Description
Le crâne et les mâchoires sont élargis dans leur partie arrière mais se resserrent pour devenir étroits vers l'avant. Le museau est court, correspondant environ au tiers de la longueur totale du crâne. Les dents à l'arrière de la mâchoire ont une forme bulbeuse et une section transversale circulaire, une morphologie que l'on ne retrouve que chez un seul autre notosuchien, Mariliasuchus, provenant d'ailleurs de la même formation géologique. La mandibule forme une arche vers le haut. La symphyse des mandibules est formée principalement par les mandibules mais aussi en partie par les os spléniaux. Le crâne montre une fenestra (ouverture) antéorbitale (en avant des yeux). L'os nasal, un os situé au sommet du crâne derrière les narines, est relativement long. Il y a aussi une petite encoche au contact entre le prémaxillaire et le maxillaire près de l'avant du museau.

## Paléobiologie et paléoécologie
Morrinhosuchus est de taille assez modeste avec un régime carnivore/omnivore. Il vivait dans un environnement aride à semi-aride comme les herpestidés actuels (mangoustes et suricates) qui habitent dans la savane africaine,  mesurent moins de 1 mètre de long et se nourrissent d’insectes, de petits vertébrés, d’œufs, de racines, de fruits et de graines. La taille de l'animal et sa denture font penser que Morrinhosuchus occupait probablement une niche écologique similaire à celle des herpestidés modernes.
La formation d'Adamantina est célèbre pour la richesse de sa faune de vertébrés fossiles. De nombreux animaux vivaient avec  Morrinhosuchus dont de nombreux notosuchiens : Sphagesaurus, Mariliasuchus, Adamantinasuchus, Armadillosuchus, et Baurusuchus.

## Classification
Morrinhosuchus est considéré comme un genre évolué de Notosuchia. Diego Pol (d) et ses collègues en 2014, le positionnent comme un Ziphosuchia, un clade de Notosuchia, où il est placé à proximité du genre Notosuchus.